# Joop Bakker (politicus)
Johannes Age (Joop) Bakker (Bolsward, 27 mei 1921 – Wassenaar, 3 oktober 2003) was een Nederlands politicus voor de ARP. Hij was burgemeester en later minister en vicepremier.
De gereformeerde Bakker werd geboren in Bolsward. Hij volgde de HBS-A, en studeerde daarna economie aan de Nederlandse Economische Hogeschool te Rotterdam. Van 1949 tot 1955 was hij firmant van J.A. Bakker en Zoon.
Zijn politieke carrière begon in 1946, toen hij wethouder werd van Bolsward. In 1955 werd Bakker burgemeester van Andijk. Van 1959 tot 1963 was Bakker burgemeester van Hoogeveen. Hij kreeg in die functie in 1963 te maken met de boerenonlusten in Hollandscheveld. Bakker pleitte er met succes voor de A28 langs Hoogeveen te laten lopen. Ook zette hij zich in voor de komst van een schouwburg.
Op voorspraak van zijn oude studievriend Jelle Zijlstra werd Bakker in 1963 staatssecretaris van Economische Zaken in het kabinet-Marijnen. Hij behield deze functie in het kabinet-Cals.
Van 1966 tot 1967 was Bakker minister van Economische Zaken in het kabinet-Zijlstra. Hij sloot in januari 1967 een overeenkomst met oliemaatschappijen over het opsporen van olie in het Nederlandse deel van de Noordzee. Van 1967 tot juli 1971 was hij minister van Verkeer en Waterstaat in het kabinet-De Jong. Hij was tevens vicepremier, belast met de coördinatie van de aangelegenheden betreffende Suriname en de Nederlandse Antillen. Als minister van Verkeer en Waterstaat zorgde Bakker voor de eerste wetgeving tegen waterverontreiniging.
Na zijn ministerschap zat hij tot begin 1972 voor de ARP in de Tweede Kamer. Daarna vervulde hij tal van bestuursfuncties bij het bedrijfsleven. Van 1972 tot 1984 was Bakker voorzitter van de raad van bestuur van Ago Verzekeringen (vanaf 1983 bekend als Aegon).
Hij overleed te Wassenaar, en werd op 8 oktober 2003 begraven te Heeg.
- Biografisch Portaal: 55248590
- Gemeinsame Normdatei: 1246527723
- International Standard Name Identifier: 0000 0003 9026 3084
- Nederlandse Thesaurus van Auteursnamen: 402268970
- Parlement.com: vg09llgz6ywm
- Virtual International Authority File: 283824743
- WorldCat: E39PBJgd93GThm6mRByQrHMdcP